# Acadêmicos do Rio Negro
GRES Acadêmicos do Rio Negro é uma escola de samba de Manaus. É ligada à torcida do clube de futebol Rio Negro.

## História
Foi fundada como uma batucada, em 13 de novembro de 1971, sendo descendente da Charanga do Galo, a primeira torcida organizada do futebol de Manaus, que já batucava no Estádio Parque Amazonense, desde 1968.
A modalidade batucada fazia parte do Carnaval de Manaus até o ano de 1982. A Acadêmicos do Rio Negro desfilou como batucada até 1982, arrebatando 10 títulos de campeã, nesse período.

Bandeira da Agremiação

Em 1982 transformou-se em escola de samba, desfilando na Avenida Djalma Batista, em sua pista de 600 metros, no carnaval de 1983, como escola do grupo 1, o Especial de hoje. Seu enredo: "As 1001 noites dos carnavais rionegrinos. O compositor do samba: Bosco Guimarães. A escola terminou na quinta colocação dentre as escolas de samba nesse ano. A partir do ano seguinte, não mais desfilou.
A partir de 2011, rionegrinos e simpatizantes começaram se mobilizar para que a escola fosse reativada, todavia não foi possível que esse sonho virasse  realidade de imediato, e somente em 2014, finalmente uma assembleia geral conseguiu reativar a escola de samba. Em seguida começou a luta para organizar a escola burocraticamente e aguardar o momento certo para galgar uma vaga no grupo C do carnaval de Manaus. Cumprindo todas as exigências, a escola oficializou o pedido para desfilar em 2018 no Grupo C.Para o carnaval de 2018, a escola resolveu homenagear o clube cujos torcedores fundaram a Acadêmicos do Rio Negro, o Atlético Rio Negro Clube. O presidente da escola é o professor Mosani Santiago, e a diretoria atual conta com renomados sambistas de Manaus, como Iomar Japonês e Daniel Sales, Âor Amorim, dentre outros.